# 리 반스

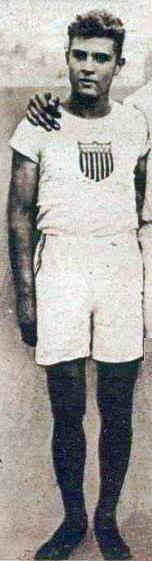

리 스트랫퍼드 반스(Lee Stratford Barnes, 1906년 7월 16일 ~ 1970년 12월 28일)는 미국의 육상 선수로 장대높이뛰기를 주로 활약하였다.
유타주 솔트레이크 시티에서 태어나 캘리포니아주 옥스나드에서 사망하였다.
서던캘리포니아 대학교에서 수학하면서 1924년 파리 올림픽에 참가하여 동료 선수 글렌 그레이엄을 꺾고 금메달을 획득하였다.
로버트 오즈번에 의하면, 반스는 영화에서 버스터 키튼을 위해 스턴트로 활약한 단 하나의 인물이었다고 한다. 침묵적 영화 《칼리지》에서 키튼을 위하여 장대높이뛰기를 하였다.